# Alfabeto ceco
L'alfabeto ceco (česká abeceda) è l'alfabeto utilizzato per la scrittura della lingua ceca. Basato sostanzialmente sull'alfabeto latino, si fonda sul concetto un suono, una lettera. Per poter trascrivere la grande quantità di suoni della lingua ceca che sono alieni all'alfabeto latino, sono utilizzate alcune lettere e alcuni segni diacritici.
Buona parte degli alfabeti utilizzati nei Paesi esteuropei si basano sull'alfabeto ceco aggiungendo od omettendo, a seconda delle necessità, alcuni caratteri o accenti. L'eccezione più importante è quello dell'alfabeto polacco che si è evoluto sempre partendo dall'alfabeto latino ma in maniera indipendente da quello ceco.

## L'alfabeto ceco
L'alfabeto consta di 42 caratteri:
A, Á, B, C, Č, D, Ď, E, É, Ě, F, G, H, Ch, I, Í, J, K, L, M, N, Ň, O, Ó, P, Q, R, Ř, S, Š, T, Ť, U, Ú, Ů, V, W, X, Y, Ý, Z, Ž
Le lettere Q e W sono utilizzate solo in parole di origine straniera e, una volta che la parole straniere divengono di uso comune nella lingua ceca, vengono sostituite con Kv e V. Anche i digrammi dz e dž sono utilizzate in parole di origine straniera e non hanno una propria collocazione nell'alfabeto.
| Lettera | Lettera | Nome            |
| ------- | ------- | --------------- |
| A       | a       | á               |
| Á       | á       | dlouhé á        |
| B       | b       | bé              |
| C       | c       | cé              |
| Č       | č       | čé              |
| D       | d       | dé              |
| Ď       | ď       | ďé              |
| E       | e       | é               |
| É       | é       | dlouhé é        |
| Ě       | ě       | ije, é s háčkem |
| F       | f       | ef              |
| G       | g       | gé              |
| H       | h       | há              |
| Ch      | ch      | chá             |
| I       | i       | í               |
| Í       | í       | dlouhé í        |
| J       | j       | jé              |
| K       | k       | ká              |
| L       | l       | el              |
| M       | m       | em              |
| N       | n       | en              |
| Ň       | ň       | eň              |
| O       | o       | ó               |
| Ó       | ó       | dlouhé ó        |
| P       | p       | pé              |
| Q       | q       | kvé             |
| R       | r       | er              |
| Ř       | ř       | eř              |
| S       | s       | es              |
| Š       | š       | eš              |
| T       | t       | té              |
| Ť       | ť       | ťé              |
| U       | u       | ú               |
| Ú       | ú       | dlouhé ú        |
| Ů       | ů       | ů s kroužkem    |
| V       | v       | vé              |
| W       | w       | dvojité vé      |
| X       | x       | iks             |
| Y       | y       | ypsilon         |
| Ý       | ý       | dlouhé ypsilon  |
| Z       | z       | zet             |
| Ž       | ž       | žet             |

## Storia
La maggior parte dei segni diacritici furono aggiunti a seguito delle riforme introdotte da Jan Hus all'inizio del XV secolo per sostituire i digrammi ed i trigrammi fino ad allora utilizzati per esprimere i suoni della lingua ceca non esprimibili con i caratteri dell'alfabeto latino. Nel XVI secolo è stato aggiunto il carattere Ů.